# Antonio Francesco Gonzaga

Stemma dei Gonzaga

Antonio Francesco Gonzaga (17 gennaio 1831 – 2 maggio 1899) è stato un nobile e militare italiano, fu signore di Vescovato.

## Biografia
Antonio Francesco nacque da Francesco Carlo Gonzaga, discendente della famiglia dei Gonzaga di Vescovato, ramo collaterale dei Gonzaga, e da Giuseppa Pedrazzoli (1792-1847).

## Discendenza
Antonio Francesco sposò nel 1817 in seconde nozze Giuseppina Domenica Priamo (1834-1918) ed ebbero:
- Maurizio Ferrante (1861-1938), generale

## Ascendenza
|                           |     |                        | Genitori |  |  | Nonni |  |  | Bisnonni                   |  |  | Trisnonni              |  |
|                           |     |                        |          |  |  |       |  |  | Francesco Ferrante Gonzaga |  |  | Carlo Giuseppe Gonzaga |  |
|                           |     |                        |          |  |  |       |  |  | Francesco Ferrante Gonzaga |  |  | Carlo Giuseppe Gonzaga |  |
|                           |     | Olimpia Soardi Agnelli |          |  |  |       |  |  | Francesco Ferrante Gonzaga |  |  |                        |  |
| Francesco Niccolò Gonzaga |     |                        |          |  |  |       |  |  | Francesco Ferrante Gonzaga |  |  |                        |  |
|                           |     | Giulia Isolani         | …        |  |  |       |  |  |                            |  |  |                        |  |
|                           |     | Giulia Isolani         | …        |  |  |       |  |  |                            |  |  |                        |  |
|                           |     | Giulia Isolani         | …        |  |  |       |  |  |                            |  |  |                        |  |
| Francesco Carlo Gonzaga   |     | Giulia Isolani         |          |  |  |       |  |  |                            |  |  |                        |  |
|                           |     | Fabio Scotti           | …        |  |  |       |  |  |                            |  |  |                        |  |
|                           |     | Fabio Scotti           | …        |  |  |       |  |  |                            |  |  |                        |  |
|                           |     | Fabio Scotti           | …        |  |  |       |  |  |                            |  |  |                        |  |
| Olimpia Scotti            |     | Fabio Scotti           |          |  |  |       |  |  |                            |  |  |                        |  |
|                           |     | Teresa Ameriga         | …        |  |  |       |  |  |                            |  |  |                        |  |
|                           |     | Teresa Ameriga         | …        |  |  |       |  |  |                            |  |  |                        |  |
|                           |     | Teresa Ameriga         | …        |  |  |       |  |  |                            |  |  |                        |  |
| Antonio Francesco Gonzaga |     | Teresa Ameriga         |          |  |  |       |  |  |                            |  |  |                        |  |
|                           | ... | …                      |          |  |  |       |  |  |                            |  |  |                        |  |
|                           | ... | …                      |          |  |  |       |  |  |                            |  |  |                        |  |
|                           | ... | …                      |          |  |  |       |  |  |                            |  |  |                        |  |
| ...                       | ... |                        |          |  |  |       |  |  |                            |  |  |                        |  |
|                           |     | ...                    | …        |  |  |       |  |  |                            |  |  |                        |  |
|                           |     | ...                    | …        |  |  |       |  |  |                            |  |  |                        |  |
|                           |     | ...                    | …        |  |  |       |  |  |                            |  |  |                        |  |
| Giuseppa Pedrazzoli       |     | ...                    |          |  |  |       |  |  |                            |  |  |                        |  |
|                           |     | ...                    | …        |  |  |       |  |  |                            |  |  |                        |  |
|                           |     | ...                    | …        |  |  |       |  |  |                            |  |  |                        |  |
|                           |     | ...                    | …        |  |  |       |  |  |                            |  |  |                        |  |
| ...                       |     | ...                    |          |  |  |       |  |  |                            |  |  |                        |  |
|                           |     | ...                    | …        |  |  |       |  |  |                            |  |  |                        |  |
|                           |     | ...                    | …        |  |  |       |  |  |                            |  |  |                        |  |
|                           |     | ...                    | …        |  |  |       |  |  |                            |  |  |                        |  |
|                           |     | ...                    |          |  |  |       |  |  |                            |  |  |                        |  |